# Megachile incisa
Megachile incisa är en biart som beskrevs av Smith 1858. Megachile incisa ingår i släktet tapetserarbin, och familjen buksamlarbin. Inga underarter finns listade i Catalogue of Life.